# Municipio de Lynn (Iowa)
El municipio de Lynn (en inglés: Lynn Township) es un municipio ubicado en el condado de Sioux en el estado estadounidense de Iowa. En el año 2010 tenía una población de 317 habitantes y una densidad poblacional de 3,39 personas por km².

## Geografía
El municipio de Lynn se encuentra ubicado en las coordenadas 43°8′4″N 95°54′39″O / 43.13444, -95.91083. Según la Oficina del Censo de los Estados Unidos, el municipio tiene una superficie total de 93.53 km², de la cual 93,5 km² corresponden a tierra firme y (0,04 %) 0,03 km² es agua.

## Demografía
Según el censo de 2010, había 317 personas residiendo en el municipio de Lynn. La densidad de población era de 3,39 hab./km². De los 317 habitantes, el municipio de Lynn estaba compuesto por el 97,48 % blancos, el 0,63 % eran afroamericanos, el 1,89 % eran de otras razas. Del total de la población el 1,89 % eran hispanos o latinos de cualquier raza.